# MTV Europe Music Awards 2007
Gala MTV Europe Music Awards 2007 odbyła się 1 listopada 2007 roku w Olympiahalle w Monachium. Nominacje zostały oficjalnie ogłoszone we wrześniu, a ceremonię poprowadził Snoop Dogg.

## Występujący
- Babyshambles – „Delivery”
- Bedwetters – „A Dramatic Letter to Conscience”
- Foo Fighters – „The Pretender” / „God Save the Queen”
- Avril Lavigne – „Hot”
- Mika – „Grace Kelly”
- Joss Stone – „Tell Me 'Bout It”
- My Chemical Romance – „Teenagers”
- Nicole Scherzinger feat. Will.i.am – „Baby Love”
- Tokio Hotel – „Monsoon”
- Will.i.am – „I Got It From My Mama”
- Amy Winehouse – „Back to Black”

## Prezenterzy
- Boris Becker
- Lily Cole
- Craig David
- Didier Drogba
- Nelly Furtado
- Dave Gahan
- Dave Grohl
- Lewis Hamilton
- Taylor Hawkins
- Jon Heder
- Killer Kela
- Jens Lehmann
- Jared Leto
- Benji Madden & Joel Madden
- Eva Padberg
- Franka Potente
- Kelly Rowland
- Samy Deluxe
- Michael Stipe
- Sun („China Wine”)
- Serj Tankian
- Paul van Dyk
- Wyclef Jean

## Główne kategorie

### Najbardziej uzależniający utwór
- Beyoncé & Shakira – „Beautiful Liar”
- Nelly Furtado – „All Good Things (Come to an End)”
- Avril Lavigne – „Girlfriend”
- Mika – „Grace Kelly”
- Rihanna feat. Jay-Z – „Umbrella”
- Amy Winehouse – „Rehab”

### Gwiazda wideo
- Bat for Lashes – „What's a Girl to Do?”
- The Chemical Brothers – „The Salmon Dance”
- Foo Fighters – „The Pretender”
- Justice – „D.A.N.C.E”
- Justin Timberlake – „What Goes Around... Comes Around”
- Kanye West – „Stronger"

### Album roku
- Akon – Konvicted
- Nelly Furtado – Loose
- Avril Lavigne – The Best Damn Thing
- Linkin Park – Minutes to Midnight
- Amy Winehouse – Back to Black

### Najlepszy artysta solowy
- Christina Aguilera
- Nelly Furtado
- Avril Lavigne
- Mika
- Rihanna
- Justin Timberlake

### Najlepszy zespół
- Fall Out Boy
- Good Charlotte
- Linkin Park
- My Chemical Romance
- Tokio Hotel

### Najlepszy zespół rockowy
- 30 Seconds to Mars
- Evanescence
- Fall Out Boy
- Linkin Park
- My Chemical Romance

### Najlepszy wykonawca muzyki miejskiej
- Beyoncé
- Gym Class Heroes
- Rihanna
- Timbaland
- Justin Timberlake
- Kanye West

### Najlepszy występ na żywo
- Arctic Monkeys
- Beyoncé
- Foo Fighters
- Muse
- Justin Timberlake

### Interact
- Thirty Seconds to Mars
- Depeche Mode
- Fall Out Boy
- My Chemical Romance
- Tokio Hotel

### Nowe brzmienie Europy
- Bedwetters
- Firma
- Yakup

## Kategorie regionalne

### Najlepszy brytyjski i irlandzki wykonawca
- Arctic Monkeys
- Klaxons
- Muse
- Mark Ronson
- Amy Winehouse

### Najlepszy niemiecki wykonawca
- Beatsteaks
- Bushido
- Juli
- Sido
- Sportfreunde Stiller

### Najlepszy wykonawca duński
- Dune
- Nephew
- Suspekt
- Trentemøller
- Volbeat

### Najlepszy wykonawca fiński
- HIM
- Ari Koivunen
- Negative
- Nightwish
- Sunrise Avenue

### Najlepszy norweski wykonawca
- El Axel
- Karpe Diem
- Lilyjets
- Pleasure
- Aleksander With

### Najlepszy wykonawca szwedzki
- The Ark
- Laakso
- Neverstore
- Timo Räisänen
- Those Dancing Days

### Najlepszy wykonawca włoski
- Elisa
- J-Ax
- Irene Grandi
- Negramaro
- Zero Assoluto

### Najlepszy wykonawca holenderski i belgijski
- Goose
- Opgezwolle
- Gabriel Rios
- Tiësto
- Within Temptation

### Najlepszy wykonawca francuski
- Booba
- Fatal Bazooka
- Justice
- Bob Sinclar
- Soprano

### Najlepszy polski wykonawca
- Monika Brodka
- Ania Dąbrowska
- Doda
- Kasia Nosowska
- O.S.T.R.

### Najlepszy hiszpański wykonawca
- Dover
- Pereza
- La Quinta Estacion
- Mala Rodriguez
- Violadores del Verso

### Najlepszy wykonawca rosyjski
- A-Studio
- Dima Biłan
- Siergiej Łazariew
- MakSim
- Nu Virgos

### Najlepszy rumuński i mołdawski wykonawca
- Alex
- Activ
- Andrea Banica
- DJ Project
- Simplu

### Najlepszy wykonawca portugalski
- Blasted Mechanism
- Buraka Som Sistema
- Fonzie
- Sam The Kid]
- Da Weasel

### Najlepszy wykonawca adriatycki
- Dubioza kolektiv
- Hladno pivo
- Jinx
- Siddharta
- Van Gogh

### Najlepszy wykonawca bałtycki
- Double Faced Eels
- Jurga
- Skamp
- The Sun
- Tribes of the City

### Najlepszy wykonawca arabski
- Nancy Ajram
- Elissa
- Mohamed Hamaki
- Tamer Hosny
- Rashed Al-Majed

### Najlepszy węgierski wykonawca
- Ákos
- Heaven Street Seven
- The Idoru
- The Moog
- Neo

### Najlepszy wykonawca turecki
- Ceza
- Kenan Dogulu
- Sertab Erener
- Nil Karaibrahimgil
- Teoman

### Najlepszy ukraiński wykonawca
- Esthetic Education
- Gaitana
- Lama
- Okean Elzy
- VV

### Najlepszy wykonawca afrykański
- Chameleone
- D'banj
- Hip Hop Pantsula
- Jua Cali
- Samini

## Wybór artystów
- Amy Winehouse

## Uwolnij swoje myśli
- Anton Abele